# 群馬県道194号宇田磯部停車場線

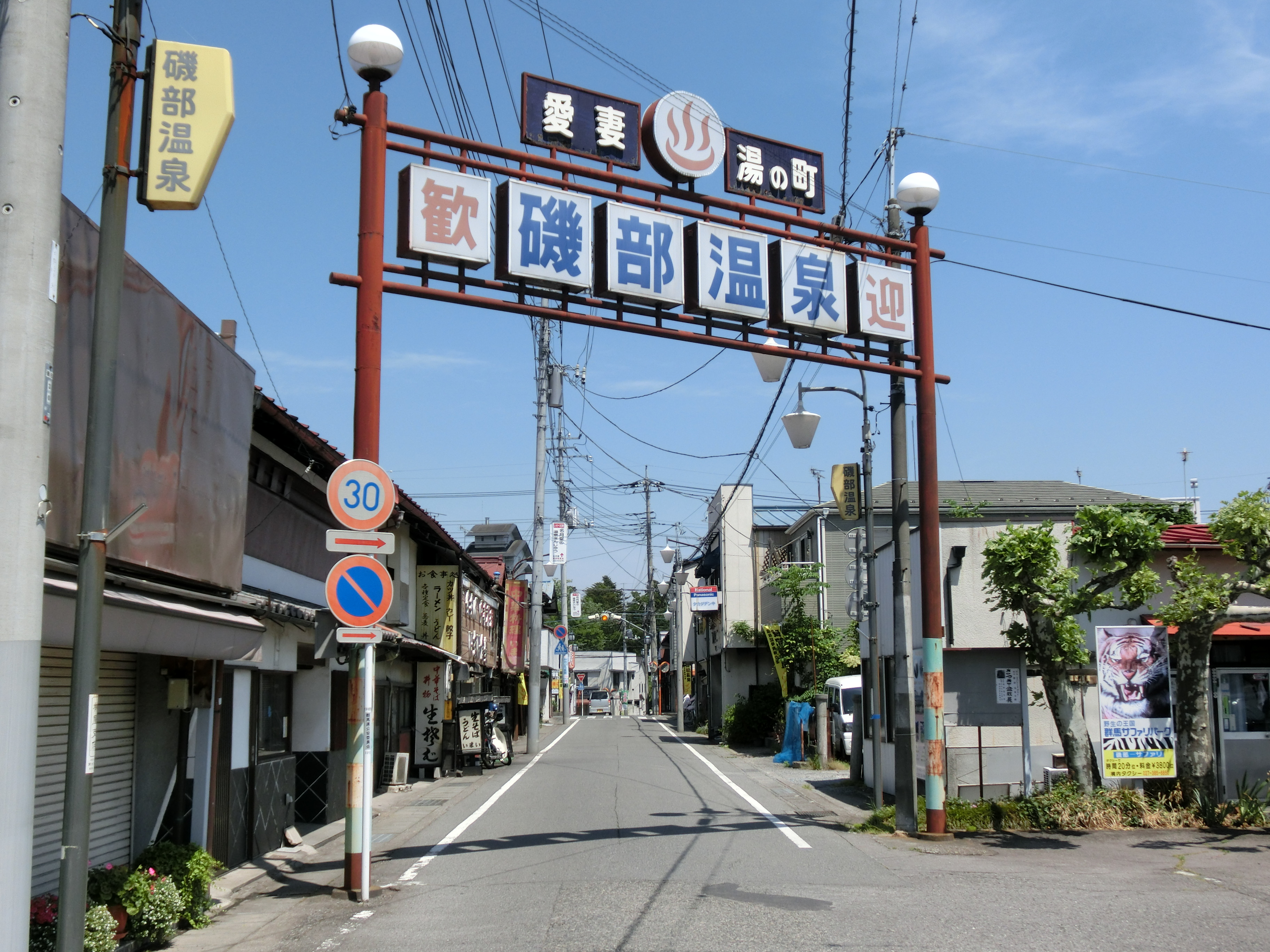
終点・磯部駅北口
終点より北方向（磯部温泉入口ゲート）を望む。

群馬県道194号宇田磯部停車場線（ぐんまけんどう 194ごう うだいそべていしゃじょうせん）は、群馬県富岡市から安中市に至る一般県道である。

## 概要
本県道は、富岡市宇田から北進し、安中市磯部の磯部駅までを結ぶ路線である。途中、安中市の磯部交差点を屈折、磯部温泉の温泉街を経由し、磯部駅北口へと至る。
終点の磯部駅北口は、群馬県道213号磯部停車場妙義山線・群馬県道214号磯部停車場上野尻線・群馬県道220号磯部停車場線の起点でもあり、温泉街ではこれらの3路線と重複している。

### 路線データ
- 総延長 : 5.8485 km[2]
  - 実延長 : 5.2916 km[2]
  - 重用延長 : 0.5569 km[2]
- 起点 : 群馬県富岡市宇田（宇田交差点＝群馬県道47号一ノ宮妙義線交点）
- 終点 : 群馬県安中市磯部1丁目（磯部駅北口＝群馬県道213号磯部停車場妙義山線、群馬県道214号磯部停車場上野尻線、群馬県道220号磯部停車場線交点）

## 歴史
- 1959年（昭和34年）9月18日：群馬県より現・道路法に基づき、県道宇田磯部停車場線（富岡市宇田 - 安中市 磯部停車場、整理番号189）が路線認定される[3]。
  - 同日、前身路線にあたる県道磯部一ノ宮線（安中市大字上磯部 - 富岡市一ノ宮町、整理番号157）が路線廃止される[4]。
- 2023年（令和5年）3月19日：バイパスの富岡工区（富岡市妙義町下高田 - 安中市中野谷、1.2 km）が開通する[5]。

## 重複区間
- 群馬県道213号磯部停車場妙義山線（起点 - 安中市磯部1丁目）
- 群馬県道214号磯部停車場上野尻線、群馬県道220号磯部停車場線（起点 - 安中市磯部1,3丁目・磯部交差点）
- 群馬県道48号下仁田安中倉渕線（安中市磯部1,3丁目・磯部交差点 - 磯部2丁目）
- 群馬県道217号松井田中宿線（安中市中野谷）

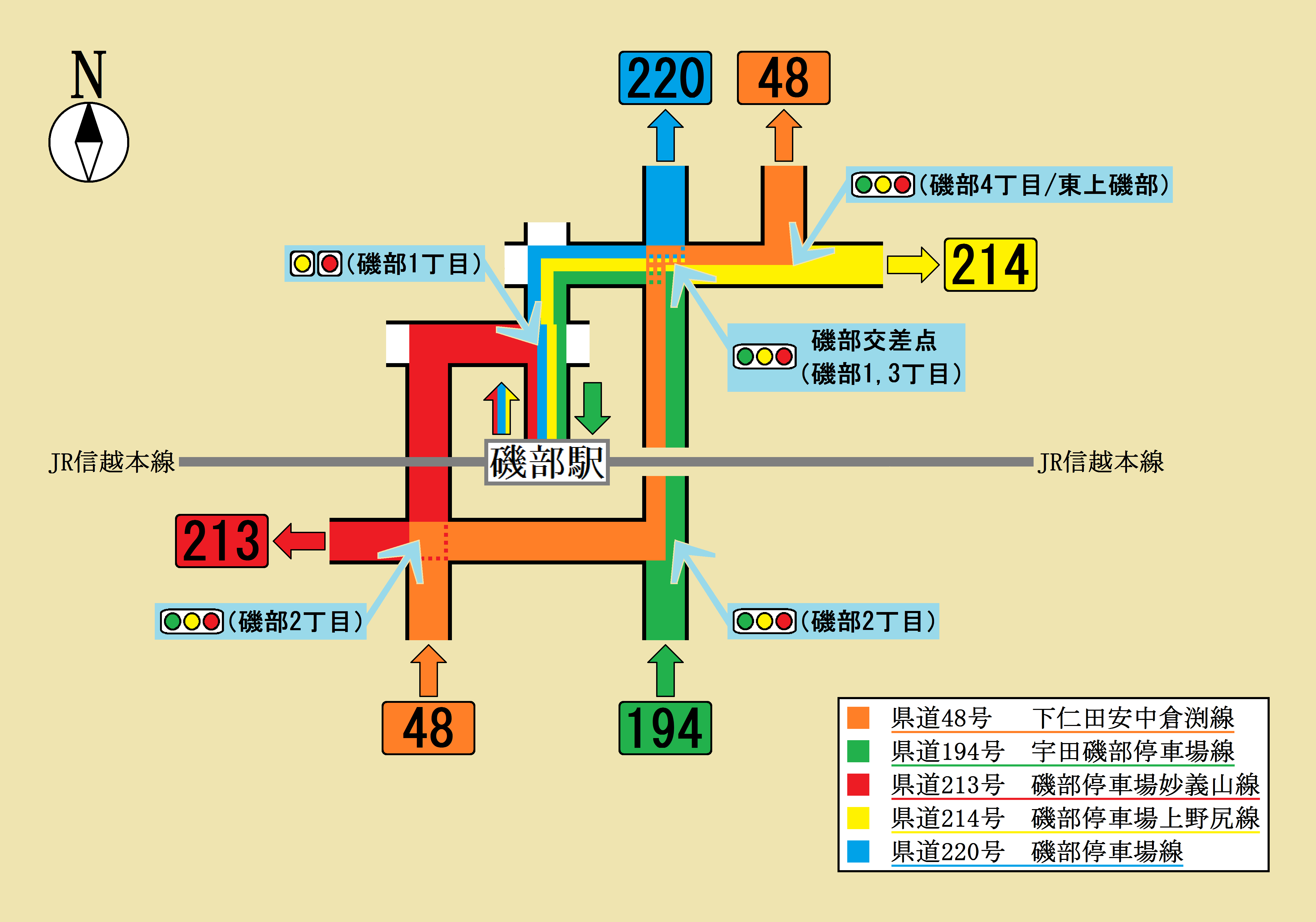
磯部駅周辺の群馬県道・概略図（2015年9月作成）
おもに駅周辺の群馬県道を表示、矢印は各県道の「起点→終点」方向を表す。

## 地理

### 通過する自治体
- 群馬県
  - 安中市 - 富岡市

### 交差する道路
- 群馬県道213号磯部停車場妙義山線（安中市磯部1丁目）※起点からここまで重複
- 群馬県道48号下仁田安中倉渕線、群馬県道214号磯部停車場上野尻線、群馬県道220号磯部停車場線（安中市磯部1,3丁目・磯部交差点）※県道214号と県道220号は起点からここまで重複、県道48号はここから重複
- 群馬県道48号下仁田安中倉渕線（安中市磯部2丁目）※ここまで重複
- 群馬県道194号宇田磯部停車場線（新道）、群馬県道217号松井田中宿線（安中市中野谷）※県道217号はここから重複
- 群馬県道217号松井田中宿線（安中市中野谷）※県道217号はここまで重複

### 交差する河川
- 高田川（明戸橋、富岡市妙義町下高田）
- 猫沢川（菫橋、安中市中野谷）
- 柳瀬川（赤城橋、安中市西上磯部 - 磯部2丁目）

#### 新道
- 猫沢川（新菫橋、安中市中野谷）

### 交差する鉄道
- JR信越本線（磯部アンダー、安中市磯部2丁目 - 磯部1,3丁目）※アンダーにより信越本線をくぐる

### 沿線
- 富岡宇田第二工業団地（富岡市宇田）
- 富岡宇田工業団地（富岡市宇田）
- 横野平工業団地A（安中市中野谷）
- 安中横野平工業団地（安中市中野谷）
- 信越化学工業 群馬事業所 磯部工場（安中市西上磯部/磯部2丁目）
- 磯部駅（JR信越本線）（安中市磯部1丁目）
- 磯部温泉（安中市磯部1,3丁目/郷原）
- 磯部郵便局（安中市磯部1丁目）